# Wilhelm Meyer-Lübke
Wilhelm Meyer-Lübke (n. 30 ianuarie 1861, Dübendorf, cantonul Zürich, Elveția – d. 4 octombrie 1936, Bonn, Germania Nazistă) a fost un filolog elvețian din școala neogramatică de lingvistică. 

## Biografie
Meyer-Lübke, nepot al lui Conrad Ferdinand Meyer, s-a născut în satul Dübendorf (Elveția). A studiat filologia indo-europeană la Zürich (cu Heinrich Schweizer-Sidler) și la Berlin (cu Johannes Schmidt). A obținut doctoratul în filologia romanică cu lucrarea de disertație Die Schicksale des laterinischen Neutrums im Romanischen (1883). După un stagiu în Italia, a început să țină prelegeri pe teme de filologie romanică la Zürich și apoi a urmat cursurile ținute de Gaston Paris la Paris.
În timpul ce ținea prelegeri la Zürich în 1887, a fost numit profesor asociat de lingvistică comparată la Universitatea din Jena. De acolo a fost chemat în 1890 la Universitatea din Viena, unde a fost profesor de filologie romanică în perioada 1892-1915, precum și decan și rector (1906/1907). S-a transferat apoi la Universitatea din Bonn, preluând postul pe care-l deținuse mai demult Friedrich Diez (1794-1876). Cu toate acestea, Meyer-Lübke a simțit curând diferența dintre Viena cosmopolită și Bonnul provincial. El s-a consolat prin organizarea unor turnee de conferințe și prin predarea temporară ca profesor invitat în străinătate. Meyer-Lübke a fost un renumit lingvist romanic al timpului său.

## Lucrări publicate (selecție)
- Grammatik der romanischen Sprachen („Gramatica limbilor romanice”), publicată în 4 volume între 1890 și 1902.[19]
- Einführung in das Studiu der romanischen Sprachwissenschaft („Introducere în studiul lingvisticii romanice”), 1901.[20]
- Romanisches etymologisches Wörterbuch („Dicționarul etimologic al limbilor romanice”), Heidelberg, C. Winter, 1911.[21][22]

## Legături externe
- Opere de sau despre Wilhelm Meyer-Lübke la Internet Archive